# Prazins Santo Tirso e Corvite
Prazins Santo Tirso e Corvite (oficialmente: União das Freguesias de Prazins Santo Tirso e Corvite) é uma freguesia portuguesa do município de Guimarães, com 4,59 km² de área e 1 939 habitantes (censo de 2021). A sua densidade populacional é 422,4 hab./km².

## História
Foi constituída em 2013, no âmbito de uma reforma administrativa nacional, pela agregação das antigas freguesias de Santo Tirso de Prazins e Corvite e tem a sede em Prazins Santo Tirso

## Demografia
A população registada nos censos foi:
| Distribuição da População por Grupos Etários | Distribuição da População por Grupos Etários | Distribuição da População por Grupos Etários | Distribuição da População por Grupos Etários | Distribuição da População por Grupos Etários | Distribuição da População por Grupos Etários |
| -------------------------------------------- | -------------------------------------------- | -------------------------------------------- | -------------------------------------------- | -------------------------------------------- | -------------------------------------------- |
| Antes da agregação                           |                                              |                                              |                                              |                                              |                                              |
| Ano                                          | 0-14 anos                                    | 15-24 anos                                   | 25-64 anos                                   | >= 65 anos                                   | Total                                        |
| 2001                                         | 225                                          | 120                                          | 406                                          | 73                                           | 824                                          |
| 2011                                         | 397                                          | 261                                          | 1033                                         | 185                                          | 1876                                         |
| Após a agregação                             |                                              |                                              |                                              |                                              |                                              |
| Ano                                          | 0-14 anos                                    | 15-24 anos                                   | 25-64 anos                                   | >= 65 anos                                   | Total                                        |
| 2021                                         | 301                                          | 263                                          | 1129                                         | 246                                          | 1939                                         |